# Arco della Carena
L'Arco della Carena è una regione della Via Lattea particolarmente ricca di nubi molecolari giganti e di giovanissime ed estese associazioni OB; prende il nome dalla costellazione in cui ricade quasi per intero, quella della Carena.
È uno dei tratti della Via Lattea tra i più luminosi e congestionati visibili dalla Terra, anche a causa dell'orientamento del braccio di spirale di cui fa parte, il Braccio del Sagittario; questa regione galattica costituisce una delle strutture celesti più caratteristiche visibili dall'emisfero australe ed è dominata in senso assoluto dalla grande e luminosa Nebulosa della Carena, perfettamente visibile anche ad occhio nudo, al cui interno sono attivi importanti processi di formazione stellare, specialmente nei settori più meridionali. A questa si aggiunge un gran numero di nebulose minori, fino a comprendere la cosiddetta "Nebulosa di Lambda Centauri", visibile sul lato più orientale della regione.
A riprova della grande attività di formazione stellare, sull'Arco della Carena e nei suoi dintorni sono visibili ben quattro associazioni OB di notevole rilevanza, più un gran numero di ammassi aperti di recente formazione, stelle di Wolf-Rayet e diverse popolazioni di stelle T Tauri. Il vento stellare delle stelle più massicce ha inoltre creato una serie di enormi bolle di vento stellare, i cui bordi sono delimitati da lunghi filamenti di idrogeno neutro e ionizzato.

## Osservazione

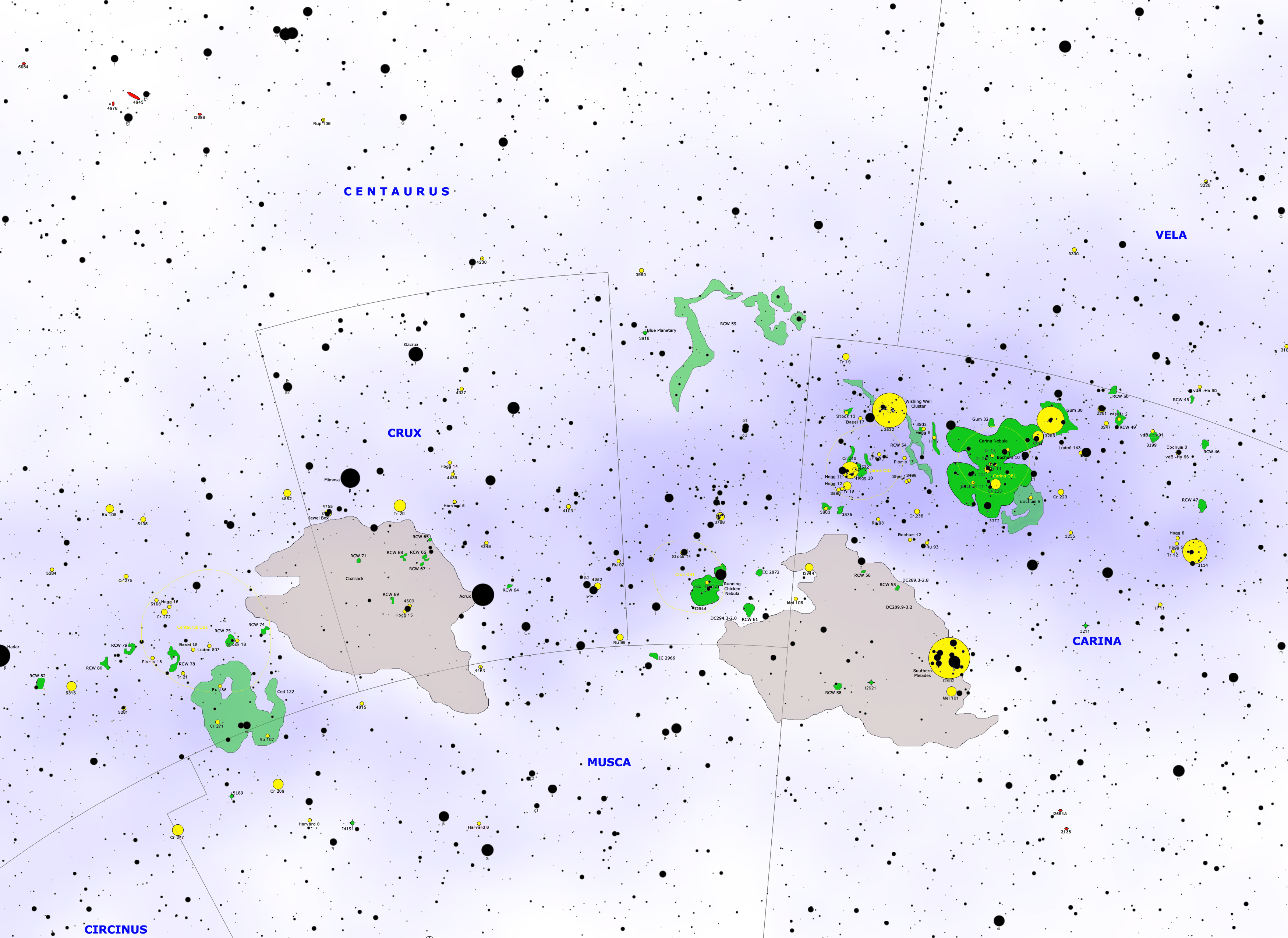
Mappa in grande dettaglio della regione dell'Arco della Carena.

L'Arco della Carena costituisce uno dei tratti della Via Lattea più appariscenti e ricchi di stelle; si osserva al confine fra le costellazioni australi della Carena e del Centauro, nel tratto più meridionale della scia luminosa della Via Lattea. A causa della sua declinazione fortemente australe, l'osservazione di questa regione galattica è preclusa alla gran parte delle aree situate nell'emisfero boreale terrestre; può presentarsi rasente l'orizzonte nelle sere invernali a partire dal 29º-28º parallelo nord, coincidenti con la latitudine di città come Il Cairo e New Delhi o con la base di Cape Canaveral in Florida. Le aree da cui l'osservazione risulta ottimale sono sicuramente quelle dell'emisfero australe e in particolare dalle regioni temperate; da città come Sydney, Melbourne, Wellington e Città del Capo si presenta circumpolare ed è pertanto osservabile in tutte le notti dell'anno, seppur con qualche difficoltà nei mesi della primavera australe. Una discreta visuale si può avere anche dalle regioni tropicali inferiori dell'emisfero nord.
L'Arco della Carena è perfettamente distinguibile anche ad occhio nudo nelle notti sufficientemente buie da permettere l'osservazione della scia della Via Lattea; si trova con facilità a WSW della brillante costellazione della Croce del Sud e appare come uno dei tratti più congestionati e ricchi di stelle della volta celeste. Un semplice binocolo permette di distinguere con facilità gli oggetti più luminosi, prima fra tutte la Nebulosa della Carena, l'oggetto più significativo dell'Arco, che essendo la nebulosa più brillante del cielo è ben osservabile anche ad occhio nudo; attorno ad essa si dispone un gran numero di concentrazioni stellari e ammassi più o meno ricchi, alcuni dei quali, come NGC 3532 e le Pleiadi del Sud, sono in realtà oggetti posti in primo piano e appartenenti al nostro braccio di spirale, il Braccio di Orione.
L'osservazione al telescopio rivela un altissimo numero di dettagli sia delle strutture nebulose che di quelle stellari; sono ben evidenti le concentrazioni di giovani stelle azzurre, gli archi nebulosi che dalla Carena si estendono fino alla parte meridionale del Centauro e la nebulosa IC 2944, visibile in direzione della stella λ Centauri. Da un punto di vista prettamente amatoriale l'Arco della Carena costituisce una delle attrazioni dell'emisfero celeste australe più apprezzate per gli astrofili di tutto il mondo.

## Caratteristiche

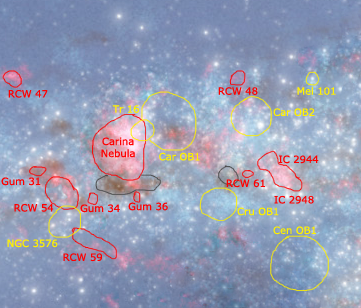
Mappa delle principali strutture contenute nel Braccio del Sagittario. Il Sole, fuori campo, sta a destra e leggermente in alto.

L'Arco della Carena è un ricco addensamento facente parte del Braccio del Sagittario, il braccio di spirale della Via Lattea subito più interno di quello in cui si trova il sistema solare; esso giace alla distanza media di circa 2500 parsec (8150 anni luce) e si estende per 1000-1500 parsec comprendendo un gran numero di regioni H II e complessi nebulosi molecolari particolarmente massicci in cui sono attivi intensi fenomeni di formazione stellare. L'esito di questi fenomeni è la formazione di alcune estese associazioni OB e di ammassi aperti composti da stelle molto massicce e luminose.
Analogamente alla regione del Cigno, l'Arco della Carena appare fortemente congestionato, con un gran numero di strutture nebulose e associazioni stellari che tendono quasi a sovrapporsi sulla stessa linea di vista; secondo i modelli di mappatura della Via Lattea, questa regione coincide col punto in cui il Braccio del Sagittario, nel suo giro attorno al centro galattico, viene visto quasi lungo il suo asse direzionale, determinando, specialmente nella zona centrale, una maggiore sovrapposizione di strutture differenti. Le quattro associazioni OB maggiori si osservano presso le due nebulose più brillanti della regione: Carina OB1 e Carina OB2 sono visibili sul lato occidentale, nei pressi della Nebulosa della Carena, mentre le altre due, Crux OB1 e Centaurus OB1, giacciono sul lato est, apparentemente a breve distanza dalla nebulosa IC 2944.
Osservando la regione dalla Terra si notano, oltre a queste associazioni e regioni nebulose, molte strutture appartenenti in realtà al Braccio di Orione e visibili in questa direzione solo per un effetto di prospettiva; è il caso di uno degli oggetti dominanti in questa direzione, l'ammasso delle Pleiadi del Sud (IC 2602). Questo ammasso, centrato sulla stella θ Carinae, costituisce uno dei vertici più occidentali dell'Associazione Scorpius-Centaurus, l'associazione OB più vicina al sistema solare; in particolare, le Pleiadi del Sud si trovano a una distanza pari a 147 parsec (479 anni luce). Un secondo ammasso molto brillante visibile in questa direzione ma non facente parte dell'Arco della Carena è NGC 3532, la cui distanza è stimata attorno ai 405 parsec (1300 anni luce).
La parte meridionale dell'Arco della Carena appare oscurata da una serie di nebulose oscure, che conferisce a questo tratto della Via Lattea australe il suo aspetto ad arco così caratteristico. Queste nubi, che si estendono principalmente a nordest delle Pleiadi del Sud e terminano nella direzione di IC 2944, costituiscono un gruppo fortemente disomogeneo; si tratta in gran parte di piccoli complessi isolati, ma la cui abbondanza è tale da mascherare completamente la Via Lattea e gli oggetti che stanno oltre queste nebulose. Sebbene in essi siano in atto alcuni limitati fenomeni di formazione stellare, essi non costituiscono un esempio di regione di formazione stellare omogeneo. Fra le nebulose presenti in quest'area, vi sono DC289.3-2.8, DC289.9-3.2 e DC287.1+2.4, dei piccoli bozzoli scuri che emettono radiazione infrarossa. Queste nubi sono anche responsabili dell'oscuramento dell'ammasso Mel 101, visibile a sud delle Pleiadi del Sud e facente fisicamente parte del Braccio del Sagittario.

## Struttura

### La Nebulosa della Carena

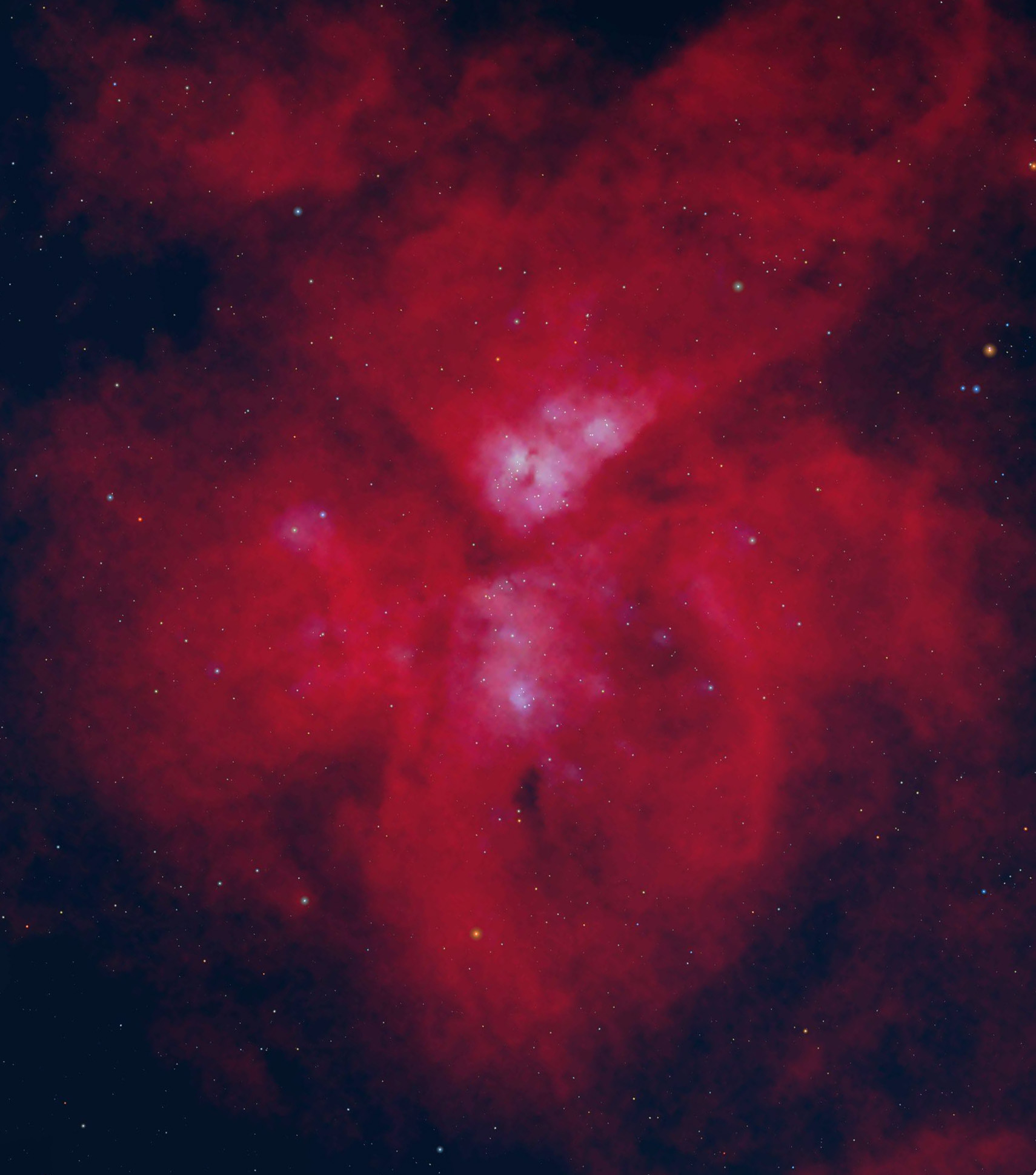
La Nebulosa della Carena, la struttura dominante dell'Arco della Carena.

La Nebulosa della Carena (NGC 3372) è la nebulosa più luminosa dell'intera volta celeste, superando in dimensioni e brillantezza apparenti persino la celebre Nebulosa di Orione; visibile anche ad occhio nudo sotto un cielo non necessariamente perfetto, è di gran lunga l'oggetto dominante sull'Arco della Carena. Al suo interno si trova la celebre stella η Carinae, nonché uno dei più grandi complessi di stelle insolitamente massicce conosciute all'interno della nostra Galassia, fra i quali i giovani ammassi aperti Tr 14, Tr 15 e Tr 16, Cr 228 e Cr 232, più Bochum 10 e Bochum 11; tutti insieme, questi ammassi contengono almeno 64 stelle di classe spettrale O e due stelle di Wolf-Rayet, ossia ciò che resta di un violento fenomeno di formazione stellare avvenuto circa 3 milioni di anni fa. Fra le stelle presenti in quest'area vi sono alcuni esempi di rari astri di classe spettrale O3 di sequenza principale.
Osservazioni condotte su larga scala mostrano che questa nebulosa possiede una struttura bipolare compressa nella zona centrale ai due lati da polveri e gas freddi; l'asse maggiore è grosso modo perpendicolare al piano galattico. I suoi lobi bipolari hanno un diametro di circa 1°, equivalenti a 40 parsec (130 anni luce) se si considera la distanza della nube pari a 7500 anni luce, e non possiedono una forma sferica e regolare; le regioni interne di questi lobi emettono radiazione OIII (ossigeno due volte ionizzato) e sono circondate da filamenti emittenti radiazione Hα e SII (zolfo ionizzato). Il lobo settentrionale mostra evidenze di impatto con il piano galattico, mentre il grande lobo che si estende a meridione appare essere legato in sequenza con una serie di strutture a guscio che si estendono fino ad un'angolazione di 2,7° (pari a 110 parsec/360 anni luce) dal centro della nebulosa. La struttura a poli della nebulosa suggerisce che l'espansione lungo il piano galattico è stata inibita dal gas molecolare circostante, costringendo il gas a dirigersi in due direzioni opposte verso i poli galattici locali; ciò a sua volta suggerisce che in origine la nube molecolare doveva avere una forma relativamente piatta ed essere contenuta tutta entro la zona centrale del piano galattico.

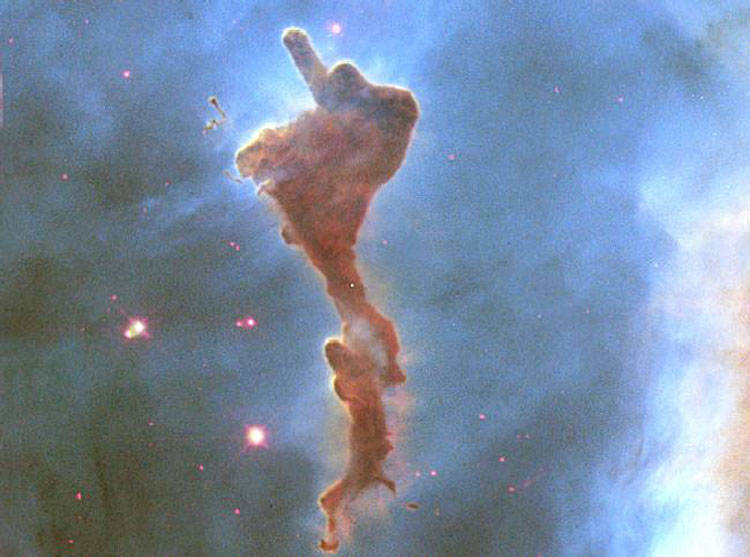
Un celeberrimo dettaglio della Nebulosa della Carena, un bozzolo isolato denominato a volte "il gesto di Dio".

La stella più massiccia contenuta nella nebulosa è η Carinae; si tratta di una variabile blu luminosa estremamente instabile e soggetta e periodiche espulsioni di materia, che ne fanno aumentare improvvisamente la luminosità al punto da diventare in certi periodi una delle stelle più brillanti dell'intera Via Lattea, nonché una delle stelle più luminose del cielo. La massa espulsa dalla stella ha formato una nube dalla forma complessa nota come Nebulosa Omuncolo; si pensa che l'attuale forma di questa nube si sia formata a seguito dell'ultima grande esplosione di η Carinae, avvenuta nel 1841, quando raggiunse e superò la luminosità di Canopo, diventando la seconda stella più brillante del cielo. L'esplosione ha prodotto due lobi polari ed un vasto ma debole disco equatoriale, il tutto in allontanamento dalla stella alla velocità di 2,4 milioni di km/h. Non si esclude la possibilità di un riverificarsi in futuro di tali esplosioni. Poiché η Carinae è situata a circa 7500 anni luce dal nostro pianeta, possono essere distinte, ad un'accurata osservazione, solo le strutture con una grandezza dell'ordine dei 15 miliardi di chilometri (paragonabile al diametro del Sistema solare).
Nonostante si tratti di una nebulosa molto evoluta, al suo interno sono ancora attivi diversi fenomeni di formazione stellare. Secondo alcuni studi essi avrebbero avuto inizio nel settore nord-occidentale della nebulosa e l'esito sarebbe oggi visibile sotto forma di brillanti ammassi aperti, in particolare di NGC 3293, visibile circa 1° a nord-ovest della nebulosa, e il più piccolo IC 2581, sempre nella stessa direzione; in seguito alla formazione di questi due ammassi gli episodi di formazione stellare si sarebbero spostati progressivamente verso sud-est, fino a raggiungere l'attuale posizione. Secondo un altro studio datato 2003, la formazione stellare sarebbe comunque ancora attiva nella regione circostante l'ammasso, come sarebbe stato testimoniato dalla scoperta di alcune stelle di pre-sequenza principale.

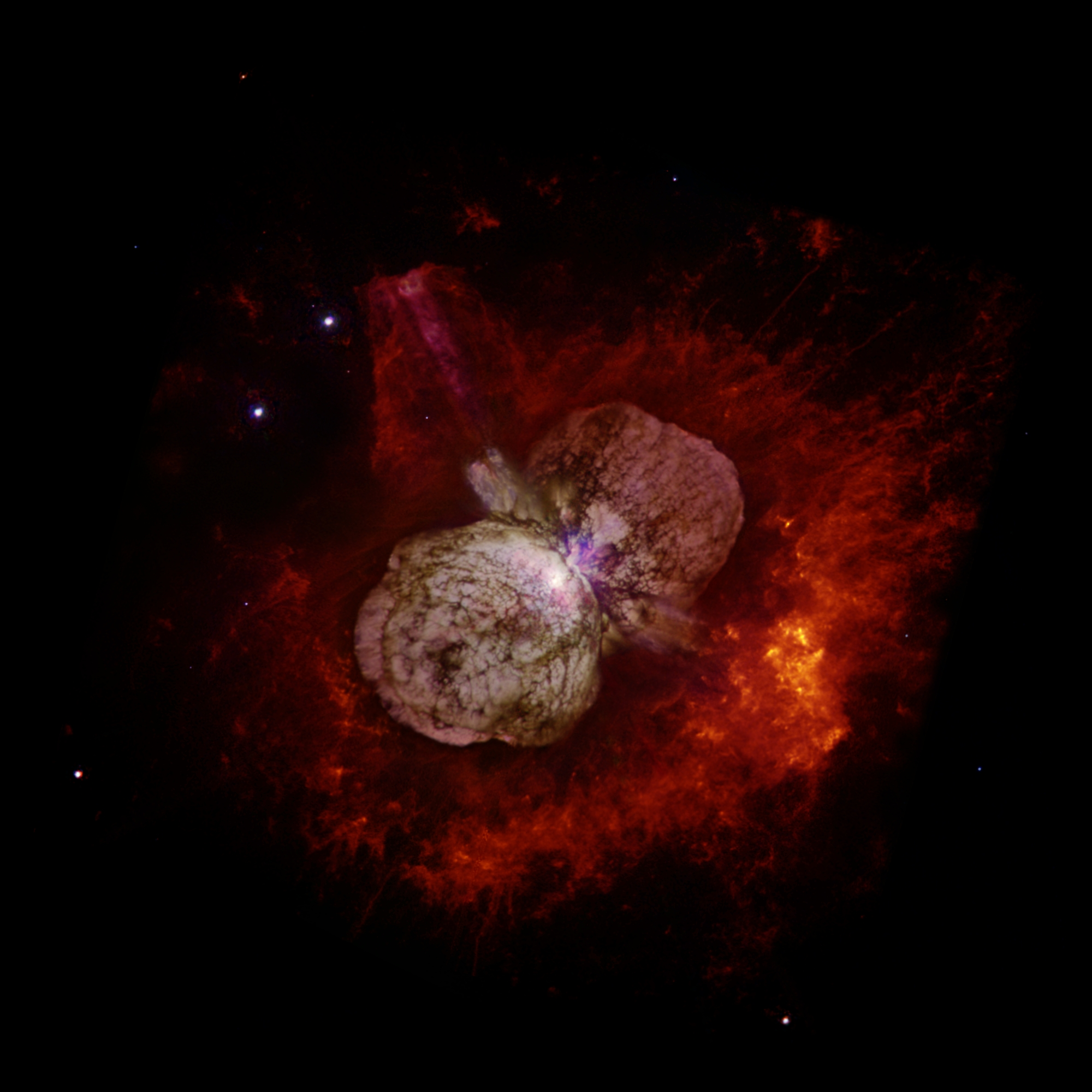
La Nebulosa Omuncolo, che avvolge la stella Eta Carinae.

Le regioni attualmente attive si concentrano in particolare sul bordo meridionale della nebulosa; circa 0,5° a sud della stella η Carinae si trovano alcune strutture allungate formate da polveri, la più grande delle quali è lunga 25 pc e sembra puntare in direzione della stessa η Carinae. Queste strutture, dette "Pilastri" a causa della loro forma, hanno la parte più brillante rivolta verso la stella η Carinae e lunghe code dirette nella direzione opposta, verso una struttura oscura non ancora identificata; la direzione dell'illuminazione e delle strutture in sé suggerisce che la fonte del vento stellare che modella queste nubi e della ionizzazione è proprio la stessa η Carinae, assieme ad altre stelle supergiganti azzurre membri dell'ammasso Tr 16, la cui radiazione ultravioletta opera una fotolisi sui gas di questa regione. Altri indizi dell'attività di formazione stellare è data dalla presenza lungo tutta la nebulosa di vari oggetti HH, fra i quali spicca HH 666, soprannominato L'asse diabolico; si tratta di un getto bipolare che emerge da un globulo molecolare, formato da alcuni bow shock. Le sue dimensioni angolari sono pari a circa 4,5 primi d'arco, che a una distanza di 7500 anni luce equivalgono a una lunghezza di circa 10 anni luce; tuttavia, questo dato sarebbe sottostimato, dato che l'orientamento dei getti non è perpendicolare alla nostra linea di vista.
Nelle regioni più centrali della Nebulosa della Carena sono presenti due grandi concentrazioni di stelle, indicate con le sigle Tr 14 e Tr 16; in totale contano poco più di venti stelle molto calde, di classe spettrale B3, e diverse giovanissime stelle di Wolf-Rayet e pre-sequenza principale. A questi si aggiunge un terzo ammasso, denominato Cr 232, formato da stelle molto giovani ben in risalto rispetto ai campi stellari circostanti; nonostante si trovi apparentemente distante dalla nebulosa, oltre un grado ad est, sarebbe fisicamente legato al complesso nebuloso molecolare della Carena. L'età, stimata attorno ai 20 milioni di anni, è compatibile con quella degli altri ammassi e anche la sua composizione stellare è paragonabile, essendo formato da stelle di pre-sequenza principale e di classe O e B.

### RCW 54 e dintorni

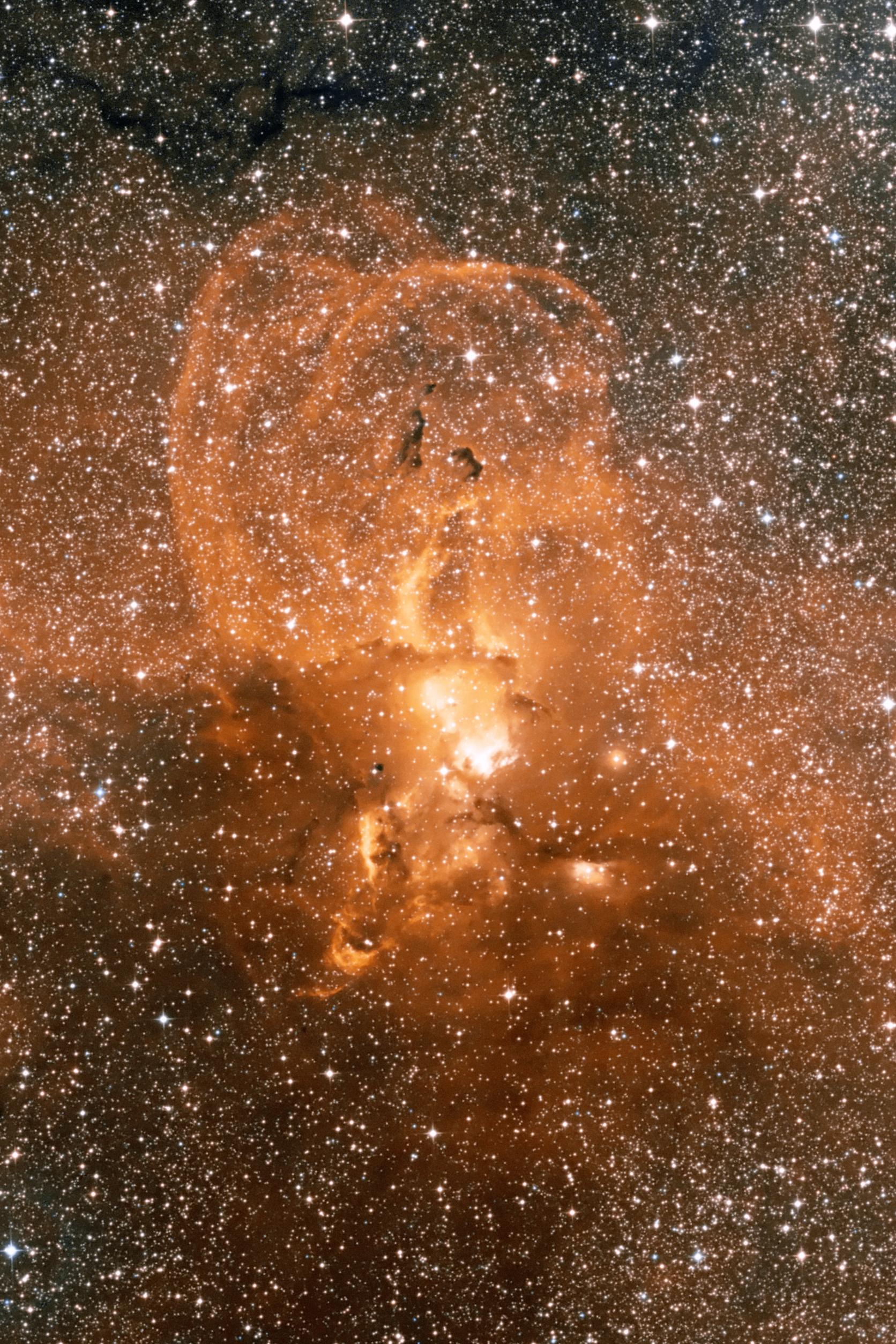
NGC 3576, un complesso nebuloso dalle complesse dinamiche interne.

Lo spazio ad est della Nebulosa della Carena è dominato da una serie di lunghi filamenti nebulosi che percorrono quasi per intero lo spessore dell'Arco della Carena disponendosi in senso nord-sud. Questi filamenti, legati probabilmente all'associazione Carina OB2 e situati alla distanza media di 2900-3100 parsec, sono stati suddivisi e catalogati in modi differenti da diversi autori, a cominciare dall'astronomo australiano Colin Stanley Gum negli anni cinquanta.
Il filamento maggiore è spesso catalogato come RCW 54; secondo la nomenclatura assegnata dal Catalogo RCW, essa si compone di due parti principali, indicate con le lettere a e b. Il Catalogo di Gum invece prende in considerazione molte più sottoparti, identificandole con varie designazioni: Gum 34a e b sono le sezioni centrali e più prossime alla Nebulosa della Carena, Gum 35 è il troncone meridionale e probabilmente non è legato fisicamente agli altri, Gum 36 la sezione più settentrionale e Gum 37 un segmento posto a sud del precedente. Anche per questa ragione, nelle pubblicazioni più recenti gli scienziati preferiscono identificare le varie regioni nebulose univocamente attraverso le loro coordinate galattiche.
La regione di Gum34a e b è così indicata con le sigle G289.1+0.1 e G289.6+0.5; questo sistema nebuloso è composto di fatto da un insieme di brillanti filamenti nebulosi eccitati dalla radiazione di una o più stelle massicce poste nelle vicinanze. Gum 37 (G290.6+0.3) è invece la sezione più a contatto con l'ammasso NGC 3572; essa mostra segni evidenti di espansione ed è direttamente ionizzata dalle stelle più massicce di quest'ammasso, sebbene si trovino dalla parte opposta rispetto alla nube. Le componenti più brillanti e più calde sono due giganti blu indicate con le sigle HD 97222 e HD 97166 e sarebbero, tramite l'azione del loro forte vento stellare, le responsabili dell'espansione osservata nel gas di Gum 37. Questa nube è riportata nel catalogo delle regioni di formazione stellare di Avedisova con la sigla 2373 ed è indicata come associata alla sorgente di radiazione infrarossa IRAS 11076-5954.

I grandi archi di gas ionizzato delimitano una gigantesca bolla di vento stellare.

Il grande arco nebuloso situato più ad est è invece dominato dalla nebulosa Gum 38a, nota anche come RCW 57 o NGC 3576, designazione quest'ultima che viene spesso assegnata all'ammasso aperto associato, composto da oltre 50 stelle giovanissime. Questa nube, situata a 2700 parsec di distanza, presenta una struttura insolita, con un nucleo formato da un gran numero di addensamenti riportanti varie sigle NGC e un vasto sistema di archi e filamenti che si estende nella parte settentrionale, che induce a pensare alla presenza di intense dinamiche interne. La ionizzazione dei suoi gas è data da un gran numero di stelle sparse al suo interno o localizzate nelle regioni periferiche, e nessuna di esse risulta essere particolarmente luminosa da poter essere considerata come la "principale" sorgente della radiazione ionizzante. Al suo interno sarebbe presente un giovanissimo ammasso stellare profondamente immerso nei gas, cui si aggiungono quasi una ventina di sorgenti infrarosse, fra cui una identificata dall'IRAS (IRAS 11097-6102) e altre indicate con la sigla IRS e un numero crescente. Altri indizi della presenza di attività di formazione stellare sono dati dalle numerose sorgenti identificate nelle onde radio e soprattutto nelle microonde, fra le quali spiccano due maser a metanolo e uno ad acqua. Secondo alcuni studi, i processi di formazione stellare hanno avuto inizio in una regione esterna a questa nube e solo successivamente vi si sarebbero propagati.
Tutte queste regioni di gas ionizzato appaiono immerse in un mezzo interstellare ricchissimo di idrogeno diffuso. L'intera area è inoltre immersa in un immenso involucro di idrogeno neutro (regione H I) che presenta segni di espansione; i filamenti di gas ionizzato descritti finora tendono ad avere la loro concavità rivolta verso una regione che viene per altro considerata come il centro geometrico di questo involucro di gas neutro. Rapportate alla distanza media di 2800-2900 parsec, le dimensioni di questa struttura sarebbero di 200 × 260 parsec; la sua origine sarebbe dovuta all'azione combinata del vento stellare delle componenti massicce di Carina OB2 e NGC 3572. Di fatto si tratterebbe quindi di una enorme bolla di vento stellare. Parte di questi filamenti si confondono con quelli presenti ad una latitudine galattica elevata, verso nord, appartenenti ad una nube apparentemente separata nota come RCW 59; non è ben chiaro se si tratta di una struttura differente o se anch'essa fa parte dei filamenti più settentrionali della bolla, sebbene le misurazioni della sua velocità radiale farebbero propendere per la seconda ipotesi.

### IC 2944

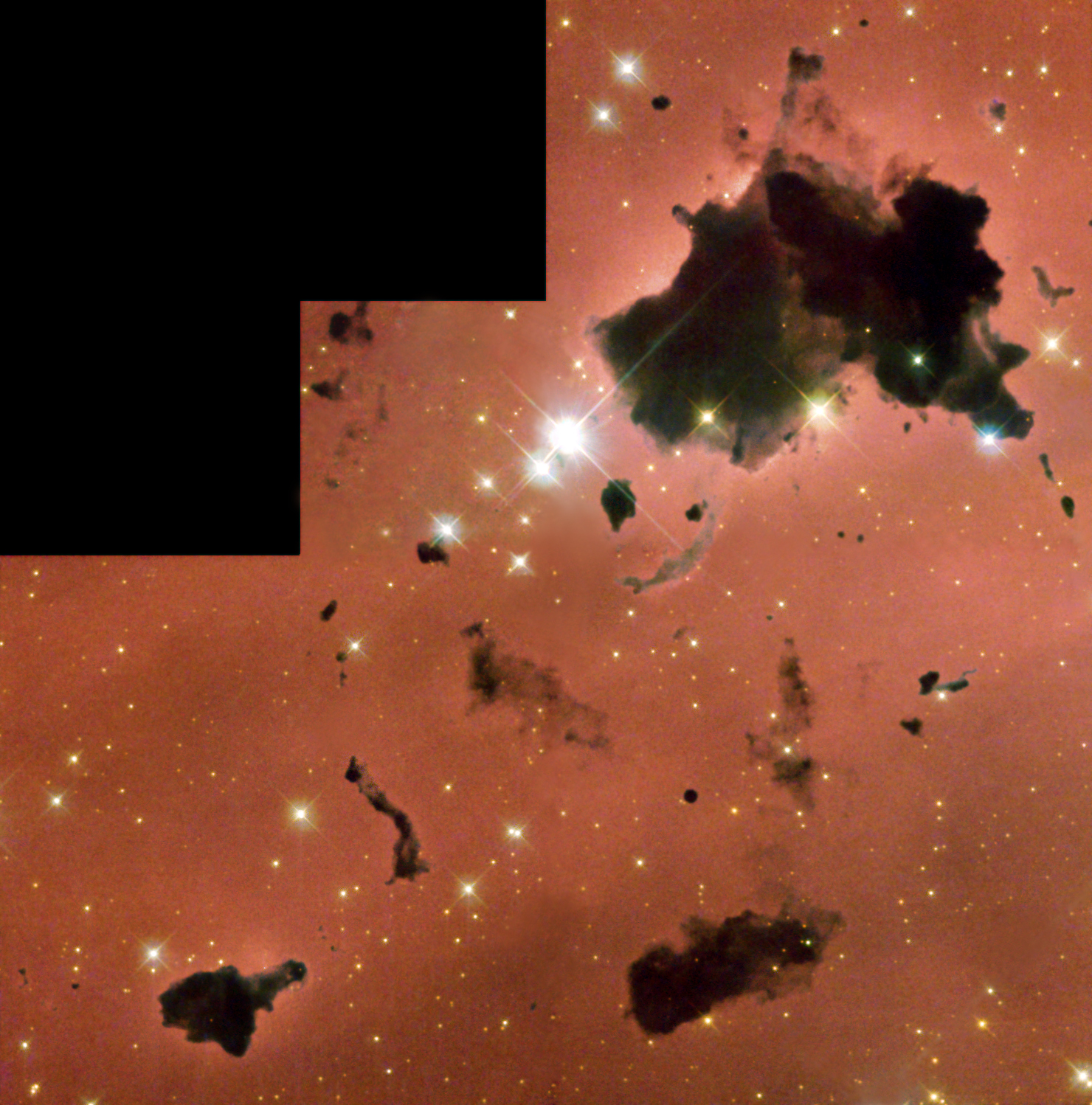
I densi globuli di Thackeray della nebulosa IC 2944, in cui avviene la formazione di nuove stelle.

IC 2944, nota talvolta col nome di Nebulosa di Lambda Centauri a causa della sua apparente vicinanza alla stella λ Centauri, è una delle regioni H II più estese e conosciute in questa regione galattica; si trova a circa 2000 parsec (6500 anni luce) di distanza e fa parte di un complesso nebuloso esteso per circa un grado di volta celeste, che comprende anche le vicine nebulose Gum 39 (RCW 60) e Gum 41, situate alla medesima distanza, e la grande nube molecolare [GCB88] 20, situata poco più ad ovest, con una massa pari a circa 710000 M⊙. Questo grande complesso, indicato con la sigla GMC 294.8-1.8, risulta così ad alcune centinaia di parsec dalla nebulosa NGC 3576.
La nube ospita alcune stelle calde e massicce di recente formazione, alcune delle quali sono direttamente responsabili della ionizzazione dei suoi gas; fra queste spicca la supergigante blu HD 101545, di classe spettrale O9.5Iab, la gigante blu HD 101190, di classe O6III (o O6V), HD 101436 e HD 101223, entrambe di classe O e nella sequenza principale. Gli oggetti più caratteristici della regione sono i famosi globuli di Thackeray, densi bozzoli di gas e polveri non illuminate che si stagliano sul fondo chiaro costituito dall'idrogeno ionizzato, situati in prevalenza sul bordo nordoccidentale della nebulosa; i globuli sono raggruppati in uno spazio reale dal diametro di circa 4 parsec e furono individuati nel 1950. L'origine di questi globuli probabilmente è connessa alla presenza di un'antica nube molecolare molto densa, che col tempo è stata erosa dalla radiazione ultravioletta delle stelle più brillanti e calde della regione, similmente a come avviene nei globuli cometari attorno alla Nebulosa di Gum; attualmente i globuli di Thackeray sono soggetti a forze dinamiche violente che li modellano e li disgregano continuamente. La loro vita media si pensa che sia dunque molto breve.
Le componenti stellari più massicce della regione sono raggruppate in una brillante associazione OB nota come Crucis OB1; il nome dell'associazione è alquanto curioso, dal momento che essa ricade entro i confini della costellazione del Centauro e non della seppur vicina Croce del Sud; talvolta infatti viene anche indicata con la sigla Centaurus OB2. La popolazione di stelle di piccola massa nota all'interno della regione è piuttosto esigua; ciò è dovuto anche alla grande difficoltà nell'identificazione di questo tipo di stelle, sia a causa della lontananza del complesso, sia a causa della sua posizione, ad appena un grado e mezzo dal piano galattico, in cui la linea di vista presenta una grande sovrapposizione di stelle situate a varie distanze. Nella nube sono note sette stelle con emissioni Hα; la più brillante fra queste, ESO Hα 302, parrebbe essere una stella Ae/Be di Herbig immersa in uno strato nebuloso opaco. La stella si individua nella parte nordoccidentale del complesso.

### Altre regioni

RCW 45 è una delle nebulose più occidentali sul Braccio del Sagittario.

Le regioni H II secondarie dell'Arco della Carena sono spesso connesse a nubi molecolari molto massicce e in prevalenza non visibili otticamente; spesso in queste regioni hanno luogo fenomeni di formazione stellare anche molto intensi.
Fra gli addensamenti nebulosi più occidentali, situati sul bordo esterno del Braccio del Sagittario, è compreso un arco formato da tre nebulose minori, indicate con le sigle RCW 45, RCW 46 e RCW 47. RCW 45 è la più settentrionale delle tre; la sua distanza non è nota con assoluta precisione, ma si ritiene che faccia parte della medesima regione galattica della gran parte delle altre nubi visibili nelle vicinanze, a una distanza di circa 2500 parsec. Nel catalogo Avedisova è indicata con la sigla 282.13-0.11 (Avedisova 2297) e si ritiene che sia legata fisicamente all'ammasso aperto Loden 27 e alla sorgente infrarossa IRAS 10101-5608. Secondo altri studiosi la distanza della nube sarebbe superiore, attorno ai 3200 parsec, e sarebbe associata alla nube molecolare gigante [GCB88] 3, delle dimensioni di circa 100 parsec e con una massa che si aggira attorno alle 2 250 000 M⊙.
Uno studio del 2000, per altro, ridiscute completamente la distanza di questa e della nube RCW 46: secondo gli autori, queste due nubi sarebbero situate entrambe a una distanza di almeno 6500 parsec e si troverebbero sul bordo orientale di una grande struttura a superbolla aperta (un chimney galattico) nota come GSH 277+0+36, il cui bordo occidentale è marcato dalla nube RCW 42; questa grande struttura si estende per oltre 1000 parsec a nord e a sud del piano galattico, possiede una larghezza di oltre 600 parsec e giace in una regione inter-braccio, ossia nello spazio compreso fra il Braccio del Sagittario, dove si sarebbe originata, e la parte terminale del Braccio di Perseo. Probabilmente si è formata a seguito dell'esplosione di più supernovae e successivamente, a causa della sua espansione, si è resa responsabile dell'innesco di fenomeni di formazione stellare nelle regioni limitrofe. La regione ospita anche una seconda struttura a chimney, GSH 280+0+59, di dimensioni più modeste (circa 200 parsec di diametro) e nella norma rispetto alle altre strutture analoghe.

La tenue nebulosa RCW 46.

Le stesse incertezze sussistono anche per RCW 46, una tenue nebulosa di difficile osservazione; secondo alcuni studi la fonte della sua ionizzazione sarebbe la stella blu CP -56 2853 assieme ad altre tre stelle di classe B, poste alla distanza di circa 1900 parsec. Secondo questa stima, al suo interno si troverebbe la sorgente IRAS 10060-5713, la nebulosa a riflessione Bran 288; e probabilmente anche il giovane ammasso di sorgenti infrarosse [DBS2003] 42; altre stime invece la associano alla nube [GCB88] 3, come la precedente e assieme a RCW 47.
Sulla distanza di RCW 47 vi è più accordo, dal momento che diverse stime la indicano alla distanza di circa 3200 parsec; essa costituisce così la parte ionizzata della nube [GCB88] 3 ed è ionizzata dalle due giganti blu HD 302505 e HD 302501. Fra le sue componenti si annovera la stella Be HD 87643, coincidente con la sorgente IRAS 10028-5825; sebbene non sia particolarmente luminosa né nella banda della luce visibile né all'infrarosso, la nube appare discretamente visibile alle onde radio.
Fra le nebulose minori di più facile osservazione vi è NGC 3199, nota anche come RCW 48; si tratta di una nebulosa a forma di anello che circonda la stella di Wolf-Rayet WR 18 e mostra segni di leggera espansione, in particolare sul lato nordoccidentale. Secondo Avedisova, la nube fa parte della regione di formazione stellare 283.55-0.98 (RCW 50), alla distanza di circa 3200 parsec, ridotta a 2200 da altri studiosi; ad essa sarebbero associate alcune sorgenti infrarosse, di cui quattro catalogate dall'IRAS, e alcune emissioni radio.

## Strutture remote

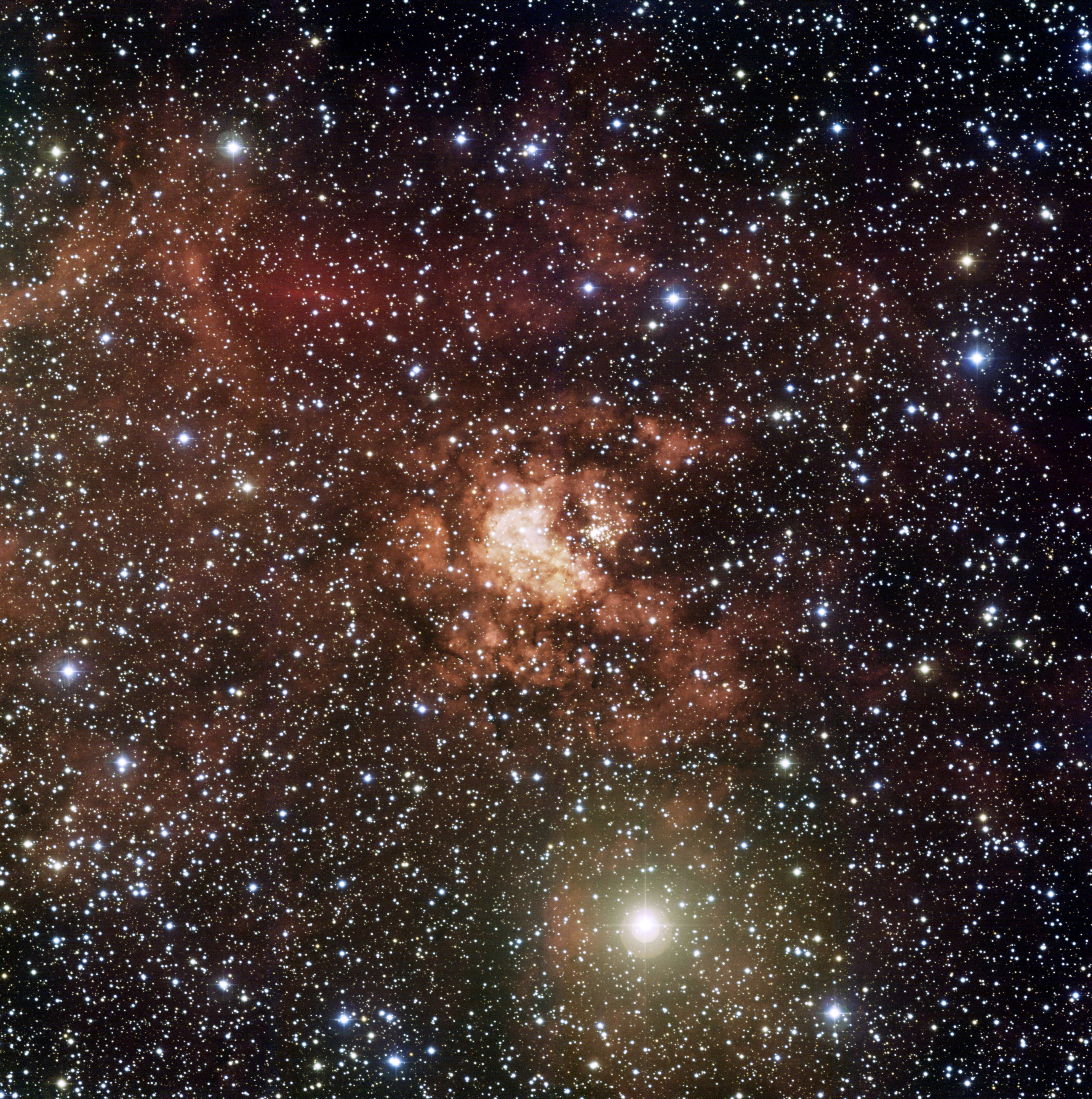
RCW 49, una massiccia regione di formazione stellare.

Il Braccio del Sagittario in direzione della Carena compie una virata proseguendo nella direzione opposta alla nostra linea di vista, girando poi attorno al centro galattico; ne consegue che molte delle strutture poste in tratti più lontani appaiono sovrapposte agli oggetti più vicini e situati nelle regioni limitrofe alla Nebulosa della Carena.
Fra le regioni di formazione stellare più massicce conosciute in queste regioni più lontane vi è RCW 49 (nota anche come Gum 29); si tratta di una regione H II di grandi dimensioni connessa a una nube molecolare gigante, ed è oggetto di studio in quanto contiene al suo interno il giovane e brillante ammasso aperto Westerlund 2, con alcune componenti particolarmente calde e luminose come MSP 183, e due brillanti stelle di Wolf-Rayet, WR 20a e WR 20b. Questa grande regione nebulosa si trova sul bordo esterno del Braccio del Sagittario a una distanza di almeno 4200-4700 parsec, sebbene alcune stime la indichino come ancora più distante, fino a 8000 parsec. All'osservazione ai raggi X sono state individuate 468 sorgenti, 379 delle quali mostrano delle controparti a più lunghezze d'onda, come nel vicino e medio infrarosso e nella luce visibile; alla grande popolazione di stelle massicce di classe O e B si aggiungono numerose stelle giovani di piccola e media massa, fra cui spicca una grande popolazione di stelle T Tauri con massa fino a 2,7 M⊙. La formazione stellare risulta ancora molto attiva, come è testimoniato dalla presenza di alcuni maser, di cui uno OH, due ad acqua e uno a metanolo.

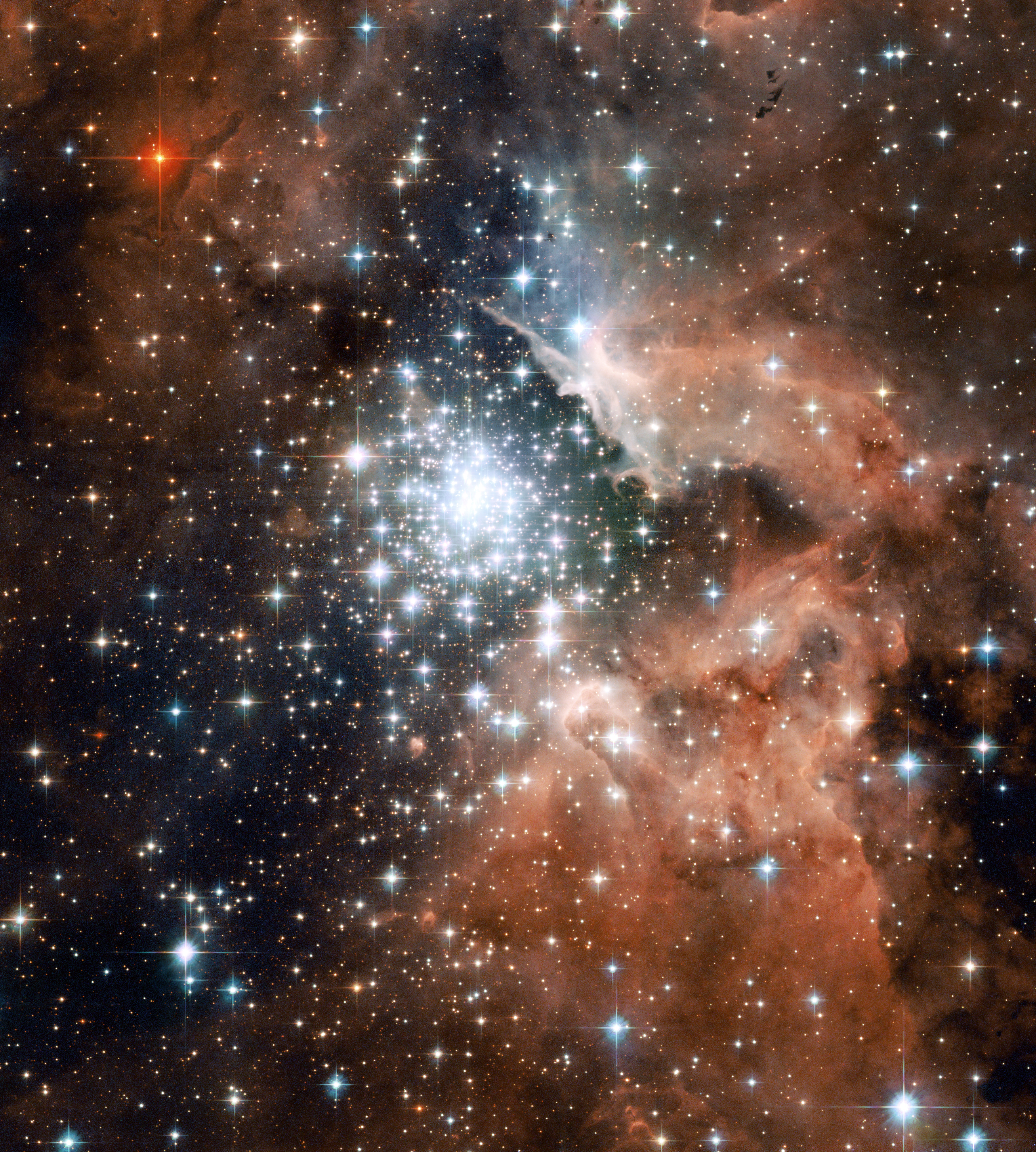
NGC 3603, una brillante regione H II situata ad una distanza di almeno 7900 parsec.

Alla distanza di circa 8000 parsec giace il complesso nebuloso molecolare noto con la sigla GMC 289.3-0.6, in cui si trovano alcune regioni di gas ionizzato, fra le quali spicca Gum 35, connessa alla nube [GCB88] 13, in cui sono attivi fenomeni di formazione stellare. Un secondo complesso nebuloso molto massiccio, situato a 7900 parsec di distanza, è quello di GMC 291.6-0.7, che ospita la nube NGC 3603 (Gum 38b); questa nebulosa appare legata ad un brillante e massiccio ammasso aperto e di fatto costituisce una delle regioni H II più luminose conosciute nella Via Lattea. L'ammasso aperto associato contiene diverse stelle di grande massa, fra le quali spiccano 14 componenti estremamente calde di classe O3 e tre massicce stelle di Wolf-Rayet. Nei gas della nebulosa sono ancora attivi importanti fenomeni di formazione stellare, testimoniati dalla presenza di otto maser conosciuti, di cui cinque ad acqua, due OH e uno al metanolo; sono inoltre presenti numerose sorgenti infrarosse, alcune delle quali piuttosto appariscenti.
Ulteriori complessi nebulosi relativamente massicci si trovano alle latitudini galattiche 290.6-0.2 e 291.7-0.6; quest'ultima in particolare è connessa alla piccola regione ionizzata Hf 58 ed è situata ad una distanza simile ai precedenti complessi. In tutte queste regioni sono attivi processi di formazione stellare più o meno intensi.
Un caso ambiguo è rappresentato, infine, dalla nebulosa RCW 50; secondo Avedisova questa regione H II sarebbe ionizzata da quattro stelle di classe B, fra le quali spicca la gigante brillante blu HD 90615, di classe B0II, e sarebbe posta alla distanza di 2870±120 parsec, dunque nella stessa regione dei grandi filamenti nebulosi visibili ad est della Nebulosa della Carena e connessi all'associazione Carina OB2. Tuttavia, altri studiosi affermano che RCW 50 si trovi a una distanza nettamente superiore, fino a 5100 parsec, venendo così a trovarsi in una regione intermedia fra la Nebulosa della Carena e i grandi complessi nebulosi di Gum 35 e NGC 3603.

## Associazioni OB
Un'associazione OB è un'associazione stellare di recente formazione che contiene decine di stelle massicce di classe spettrale O e B, ossia blu e molto calde; queste stelle si formano assieme all'interno delle nubi molecolari giganti, il cui gas residuo, una volta che le stelle sono formate, viene spazzato via dal forte vento stellare delle componenti più massicce dell'associazione. Entro pochi milioni di anni, gran parte delle stelle più luminose dell'associazione OB esplode come una supernova, mentre le stelle più piccole sopravvivono per molto più tempo, avendo una massa inferiore. Si crede che la gran parte delle stelle della nostra Galassia sia in origine appartenuta ad associazioni OB. Paradossalmente, si possono conoscere più facilmente le associazioni OB di altre galassie piuttosto che della nostra, a causa della presenza delle nubi oscure che mascherano la gran parte degli oggetti interni alla Via Lattea.

### Carina OB1

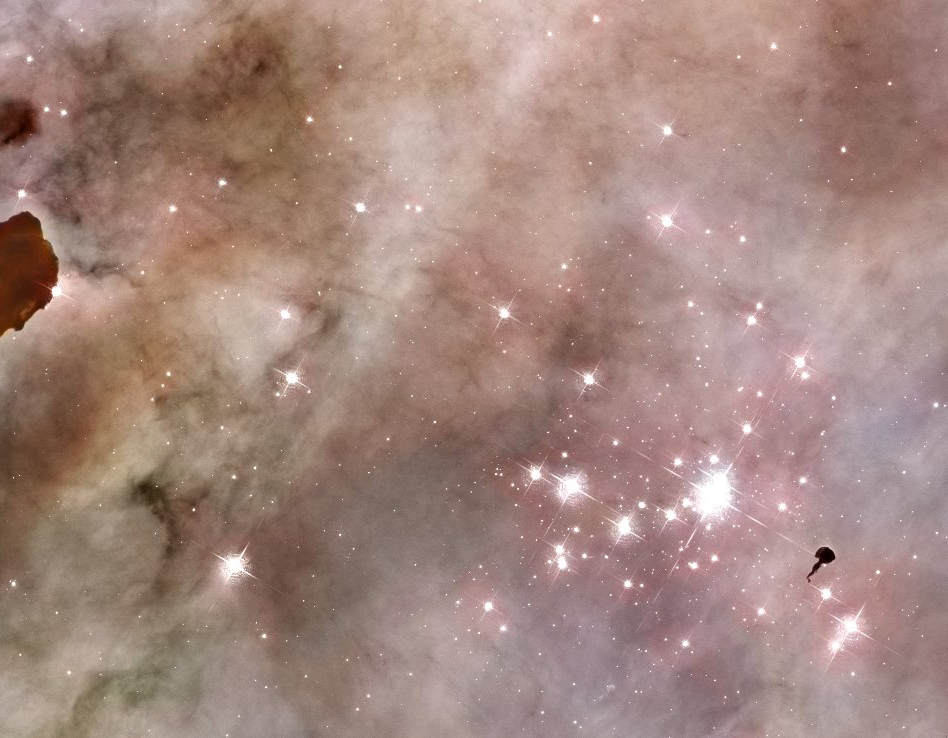
Il giovane ammasso aperto Tr 14, in Carina OB1; il sud è in basso.

Carina OB1 è l'associazione OB legata alla Nebulosa della Carena; è composta dall'insieme delle stelle giovani e di grande massa che si sono originate in questa grande regione di gas ionizzato, le quali sono distribuite su più ammassi aperti, fra cui spiccano, nelle regioni più interne della nebulosa, Tr 14 e Tr 16, più alcune aggregazioni apparentemente separate, come Cr 232 e, probabilmente, altri ammassi più distanti come NGC 3324 e Tr 15, che avendo un'età paragonabile agli altri, si sono probabilmente originati durante lo stesso ciclo di formazione stellare.
Tr 14 e Tr 16 contano in totale poco più di una ventina stelle molto calde, di classe B3, e diverse giovanissime stelle di Wolf-Rayet e pre-sequenza principale, la cui età media si aggira attorno ai 10 milioni di anni ad eccezione delle più massicce, che sembrano avere un'età compresa fra 1 e 3 milioni di anni. Alcune di queste componenti si sono rivelate delle binarie strettissime con delle separazioni che vanno dagli 0,015 ai 0,352 secondi d'arco. Cr 232 è un insieme di stelle molto giovani ben in risalto rispetto ai campi stellari circostanti; nonostante si trovi apparentemente distante dalla nebulosa, oltre un grado ad est, sarebbe fisicamente legato al complesso nebuloso molecolare della Carena. L'età, stimata attorno ai 20 milioni di anni, è compatibile con quella degli altri ammassi e anche la sua composizione stellare è paragonabile, essendo formato da stelle di pre-sequenza principale e di classe O e B. Analizzando l'associazione nella sua globalità sono state individuate 235 sorgenti di raggi X, probabilmente coincidenti con altrettante stelle pre-sequenza principale ad eccezione di sette, che risultano essere oggetti di fondo; fra le componenti più massicce di Carina OB1 vi è la stella WR 25.

### Carina OB2

NGC 3572, il nucleo dell'associazione Carina OB2.

Carina OB2 è una grande e popolosa associazione che si estende sul lato orientale della Nebulosa della Carena, in direzione dei grandi archi nebulosi di RCW 54, a sud del brillante ammasso aperto NGC 3532. A questa grande associazione potrebbero appartenere fino a oltre 470 stelle di classe O, B e A, centrate attorno all'ammasso NGC 3572; secondo alcuni studi, anche i vicini ammassi NGC 3590, Hogg 11 e Tr 18, situati sul bordo meridionale della regione alla stessa distanza dal precedente, sarebbero fisicamente legati a quest'associazione, mentre probabilmente il vicino Cr 240 costituirebbe un'associazione OB a parte. La distanza media di Carina OB2 è stata indicata in molti studi come pari a 3100 parsec, anche se gli studi più recenti tendono a ridurre questa distanza portandola a 2900 parsec. Oltre una ventina delle componenti più massicce mostrano segni di una possibile variabilità. Le componenti di grande massa realmente accertate sono 91, cui se ne aggiungono 66 la cui probabilità di appartenenza è molto elevata; fra queste vi sono due supergiganti blu di classe B, HD 96248 e HD 96261, tre stelle di classe O e 15 delle prime sottoclassi della classe B, quasi tutte giganti o subgiganti.
L'associazione, come visto, è circondata da un'enorme cavità del mezzo interstellare, ben evidente nella banda dell'idrogeno neutro (H I); probabilmente la sua origine è da ricercarsi nell'azione combinata del vento stellare delle componenti più massicce dell'associazione, che ha ripulito il mezzo interstellare circostante da ogni traccia di gas, accumulandolo sul bordo della bolla, che risulta in espansione.

### Crux OB1
Crux OB1 è l'associazione OB connessa alla nebulosa IC 2944, visibile nella costellazione del Centauro; proprio a causa di ciò, la sua denominazione risulta piuttosto insolita, e infatti in alcuni studi viene indicata col nome Centaurus OB2. Quest'associazione conta una trentina di componenti stellari di grande massa, fra le quali spiccano quindici stelle di classe O, in prevalenza sulla sequenza principale, cui se ne aggiungono una decina di classe B, in prevalenza giganti e supergiganti. Crucis OB1 contiene anche stelle massicce di classi diverse, come una supergigante gialla (classe G0Ia), una bianca (classe A2Ia) e alcune supergiganti rosse di classe M. La distanza media dell'associazione è di circa 2500 parsec (8150 anni luce), compatibile con quella della nebulosa IC 2944. La stella più massiccia di Crucis OB1 è HD 101205, una stella talmente luminosa che la sua magnitudine apparente dalla Terra raggiunge il valore di 6,5, ossia di poco inferiore al limite della visibilità ad occhio nudo, nonostante la sua grande distanza. Si tratta di una variabile a eclisse con un periodo di 2,08 giorni e le è stata assegnata anche la sigla di stella variabile V871 Centauri. Un'altra delle componenti maggiori è HD 101131, una binaria spettroscopica che raggiunge la magnitudine 8,5; molte altre componenti dell'associazione sono delle binarie a eclisse, come BH Centauri, le cui componenti potrebbero essere fisicamente a contatto fra di loro.

RCW 75, una grande nebulosa legata all'associazione Centaurus OB1; la Via Lattea in direzione del Centauro appare a tratti scarsamente oscurata.

La caratteristica più interessante di quest'associazione è la sua componente di velocità residua azimutale, che mostra che la gran parte delle sue stelle si muove in direzione opposta al senso di rotazione galattico, una caratteristica tipica di molte altre associazioni stellari appartenenti al Braccio del Sagittario, come Serpentis OB1, Sagittarius OB1 e Centaurus OB1; ciò è una prova importante che tenderebbe a confermare che i bracci di spirale in generale, e questo in particolare, si formino a seguito dell'azione di onde di densità spiraliformi.

### Centaurus OB1
Centaurus OB1 è una grande associazione OB situata visivamente fra la costellazione della Croce del Sud e la coppia di stelle brillanti α Centauri e β Centauri; sebbene si trovi apparentemente in disparte rispetto alle regioni nebulose della Carena, essa appartiene allo stesso braccio galattico, in una regione fisicamente adiacente a quella delle altre nubi. In quest'associazione sono note 24 stelle delle prime classi spettrali, fra cui spiccano diverse supergiganti blu di classe B, una gigante blu di classe O (HD 114886), una ipergigante bianca (HD 113457), due supergiganti bianche e due stelle di Wolf-Rayet, WR 48 e WR 57. Centaurus OB1 si colloca ad una distanza simile a quella di Crucis OB1, e anche le sue componenti mostrano un movimento apparentemente retrogrado rispetto all'orientamento del braccio su cui si trova.
La nube più prominente visibile in direzione di Centaurus OB1 è RCW 75, nota anche come Gum 48a; ad essa è associato il giovane ammasso Stock 16, che fa parte dell'associazione e che contribuisce alla ionizzazione dei gas della nube, in particolare le stelle HD 115455 e DM-61 3587. Nella regione è anche presente un gran numero di nebulose a riflessione, come le varie componenti di vdBH 60; secondo uno studio del 2003 tuttavia le componenti di questa nebulosa si troverebbero a distanze differenti: vdBH 60b infatti sarebbe legata all'ammasso di sorgenti infrarosse [DBS2003] 86, posto alla distanza di 2400 parsec, mentre alla componente vdBH 60d sarebbe associato l'ammasso infrarosso [DBS2003] 85, situato a 2100 parsec di distanza. All'interno di RCW 75 sono state individuate quattro sorgenti infrarosse dall'IRAS, segno che al suo interno sono presenti oggetti stellari giovani ancora immersi nella nebulosità.

### Libri

#### Opere generali
- (EN) Stephen James O'Meara, Deep Sky Companions: The Caldwell Objects, Cambridge University Press, 2003, ISBN 0-521-55332-6.
- (EN) Milton D. Heifetz & Wil Tirion, A Walk through the Southern Sky - A Guide to Stars and Constellations and their Legends, 2ª ed., Cambridge University Press, 2007.
- (EN) Robert Burnham, Jr, Burnham's Celestial Handbook:  Volume Two, New York, Dover Publications, Inc., 1978.
- (EN) Chaisson, McMillan, Astronomy Today, Englewood Cliffs, Prentice-Hall, Inc., 1993, ISBN 0-13-240085-5.
- (EN) Thomas T. Arny, Explorations:  An Introduction to Astronomy, 3 updatedª ed., Boston, McGraw-Hill, 2007, ISBN 0-07-321369-1.
- AA.VV, L'Universo - Grande enciclopedia dell'astronomia, Novara, De Agostini, 2002.
- J. Gribbin, Enciclopedia di astronomia e cosmologia, Milano, Garzanti, 2005, ISBN 88-11-50517-8.
- W. Owen et al., Atlante illustrato dell'Universo, Milano, Il Viaggiatore, 2006, ISBN 88-365-3679-4.
- J. Lindstrom, Stelle, galassie e misteri cosmici, Trieste, Editoriale Scienza, 2006, ISBN 88-7307-326-3.

#### Sull'evoluzione stellare
- (EN) C. J. Lada, N. D. Kylafits, The Origin of Stars and Planetary Systems, Kluwer Academic Publishers, 1999, ISBN 0-7923-5909-7.
- A. De Blasi, Le stelle: nascita, evoluzione e morte, Bologna, CLUEB, 2002, ISBN 88-491-1832-5.
- C. Abbondi, Universo in evoluzione dalla nascita alla morte delle stelle, Sandit, 2007, ISBN 88-89150-32-7.
- M. Hack, Dove nascono le stelle. Dalla vita ai quark: un viaggio a ritroso alle origini dell'Universo, Milano, Sperling & Kupfer, 2004, ISBN 88-8274-912-6.

### Pubblicazioni scientifiche
- Smith, N.; Brooks, K. J., The Carina Nebula: A Laboratory for Feedback and Triggered Star Formation, in Handbook of Star Forming Regions, Volume II: The Southern Sky ASP Monograph Publications, vol. 5, dicembre 2008,  p. 138, ISBN 978-1-58381-670-7.
- Reipurth, B., Young Stars and Molecular Clouds in the IC 2944/2948 Complex, in Handbook of Star Forming Regions, Volume II: The Southern Sky ASP Monograph Publications, vol. 5, dicembre 2008,  p. 213, ISBN 978-1-58381-670-7.
- Georgelin, Y. M.; Russeil, D.; Amram, P.; Georgelin, Y. P.; Marcelin, M.; Parker, Q. A.; Viale, A., Deep Hα survey of the Milky Way. V. The l=289° to 295° area, in Astronomy and Astrophysics, vol. 357, maggio 2000,  pp. 308-324.

### Carte celesti
- Toshimi Taki, Taki's 8.5 Magnitude Star Atlas, su geocities.jp, 2005. URL consultato il 7 novembre 2010 (archiviato dall'url originale il 5 novembre 2018). - Atlante celeste liberamente scaricabile in formato PDF.
- Tirion, Rappaport, Lovi, Uranometria 2000.0 - Volume II - The Southern Hemisphere to +6°, Richmond, Virginia, USA, Willmann-Bell, inc., 1987, ISBN 0-943396-15-8.
- Tirion, Sinnott, Sky Atlas 2000.0, 2ª ed., Cambridge, USA, Cambridge University Press, 1998, ISBN 0-933346-90-5.
- Tirion, The Cambridge Star Atlas 2000.0, 3ª ed., Cambridge, USA, Cambridge University Press, 2001, ISBN 0-521-80084-6.

### Argomenti generali
- Carena (costellazione)
- Centauro (costellazione)
- Nebulosa
- Nebulose nella cultura popolare

### Argomenti specifici
- Braccio del Sagittario
- IC 2944
- Nebulosa della Carena
- Oggetti non stellari nella costellazione della Carena

### Fenomeni e oggetti correlati
- Associazione OB
- Bolla di vento stellare
- Formazione stellare
- Nube molecolare
- Nube molecolare gigante
- Regione H II
- Stella gigante blu
- Supergigante blu
- Superbolla